# Schnaitsee

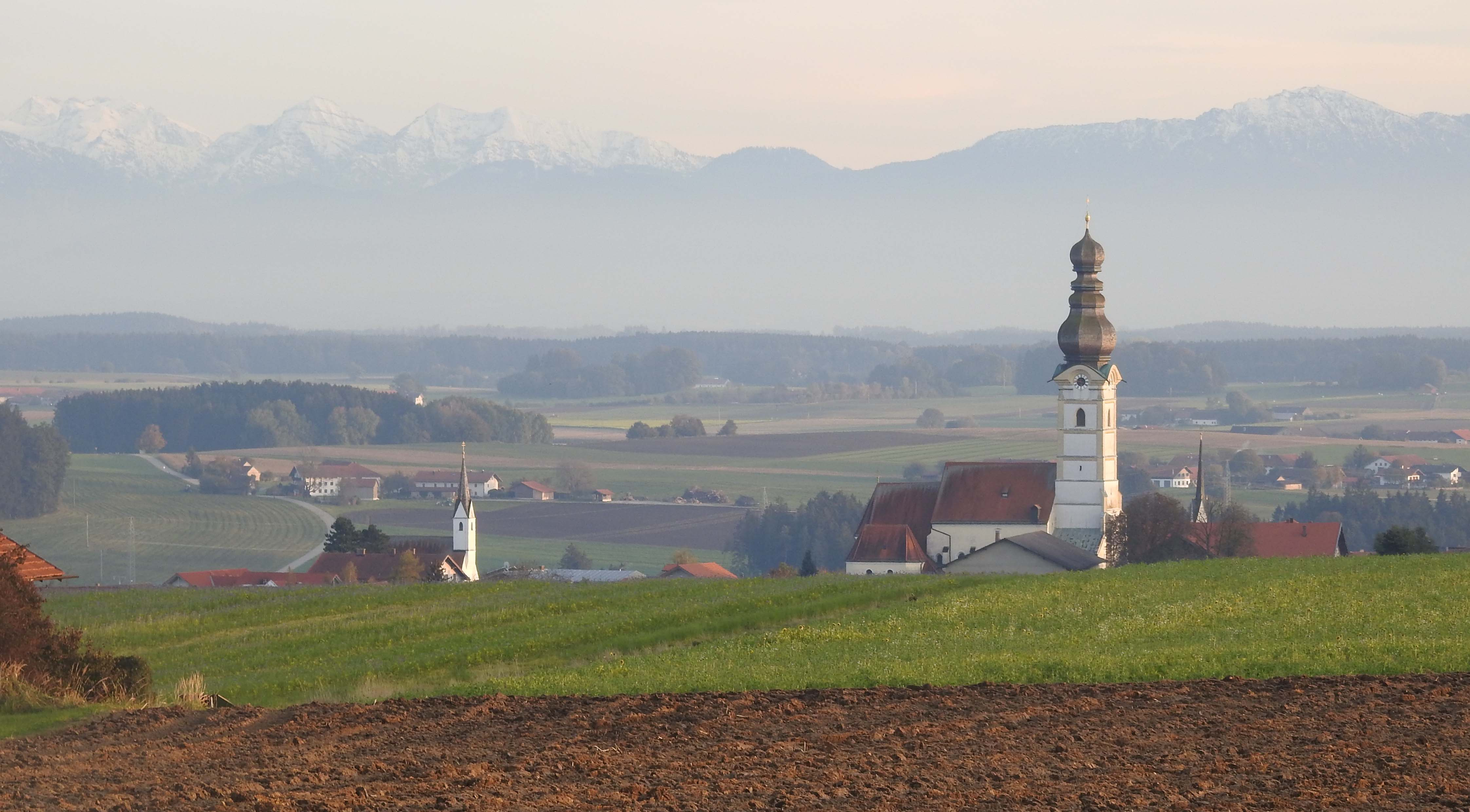
Schnaitsee von Norden

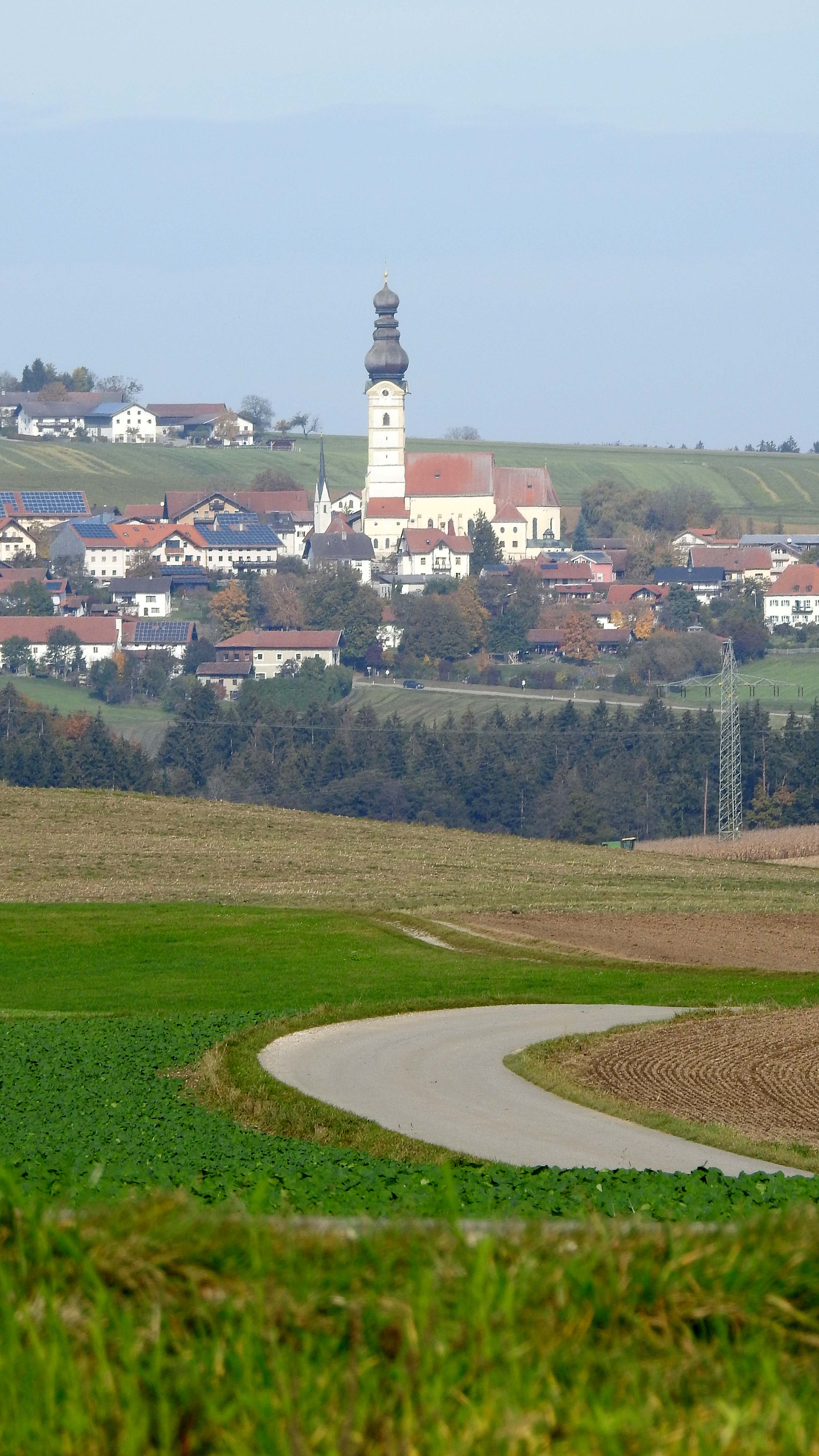
Schnaitsee von Süden

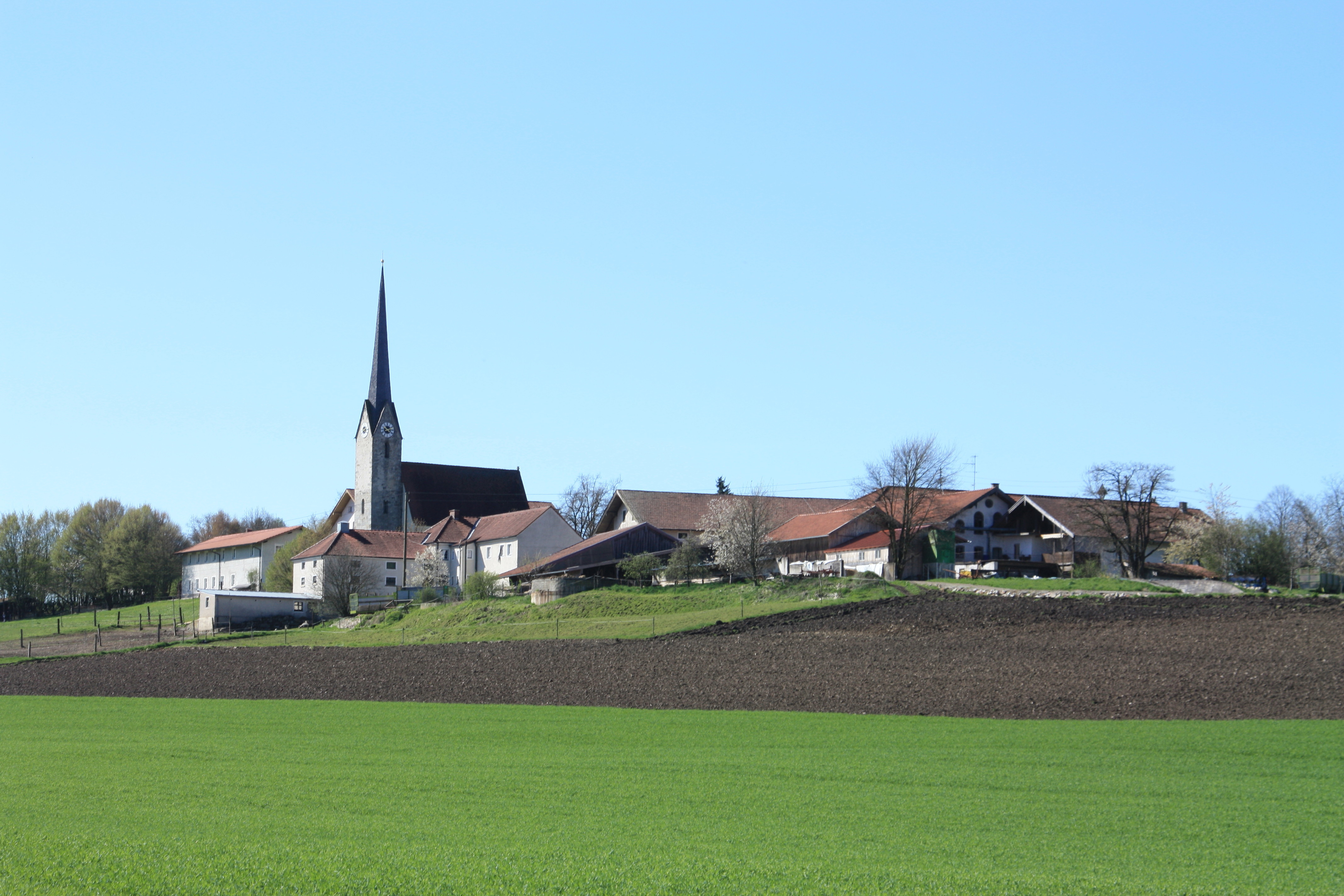
Blick auf den Gemeindeteil Berg mit St. Nikolaus

Schnaitsee (bairisch Schnoatsee) ist eine Gemeinde im oberbayerischen Landkreis Traunstein.

## Geographie
Schnaitsee liegt in etwa 35 Kilometer nordwestlich der Kreisstadt Traunstein im äußersten Nordwesten des Landkreises und etwa vier Kilometer nordöstlich von Kirchensur in der Gemeinde Amerang. Die nächstgelegene Stadt ist das 15 km entfernte Wasserburg am Inn im Landkreis Rosenheim.
Der Hauptort liegt auf einem Moränenhügel. Der Gemeindeteil Obernhof ist mit 653 m ü. NHN die höchstgelegene Ortschaft im südostoberbayerischen Voralpenland.

## Gemeindegliederung
Die Gemeinde hat 118 Gemeindeteile:
- Adlmoos
- Allerding
- Allersing
- Altenöd
- Axtberg
- Axtham
- Berg
- Bergham
- Bergmann
- Bernöd
- Bichl
- Blabsreit
- Blankenberg
- Brandstätt
- Breitreit
- Buchet
- Buchreit
- Buchwies
- Burgstall
- Dirnreit
- Dobel
- Dorfen
- Durchschlacht
- Eck
- Ed
- Eden
- Edenhub
- Edenreit
- Eggerding
- Engelberned
- Englmeier
- Fachendorf
- Feldmühle
- Fernbromberg
- Flötzing
- Forstau
- Garting
- Gattenham
- Geiersberg
- Ginzing
- Gitzen
- Götzberg
- Gröben
- Gschwendt
- Habam
- Harpfing
- Henning
- Hermann in der Steinau
- Hermannstetten
- Hochschatzen
- Holzmann
- Iring
- Irlbach
- Kaltbrunn
- Kappeln
- Kirchstätt
- Kobl
- Köhldorf
- Kolbing
- Kratzberg
- Kratzbichl
- Kreuzstraße
- Lampertsham
- Leiten
- Lichteneck
- Linden
- Lochen
- Maierhof
- Mantelsham
- Manzing
- Maurach
- Moos
- Obernhof
- Oeden
- Offenham
- Parting
- Pfaffenham
- Pfeisenham
- Poschen
- Rabeneck
- Rinkertsham
- Roßbirn
- Rumering
- Rupertsham
- Salming
- Sandgrub
- Schabinghof
- Schabingsföhr
- Schachen
- Schauersbreiten
- Scheitzen
- Schilling
- Schimpflingsöd
- Schmidham
- Schnaitsee
- Schrankbaum
- Schweinsteig
- Seppenberg
- Sinzing
- Sinzinger
- Spitzentränk
- Stangern
- Steinau
- Steineck
- Stetten
- Stock
- Stölzlberg
- Surbrunn
- Thal
- Urbau
- Wabach
- Waldhausen
- Waltlham
- Weiding
- Westerhausen
- Zansham
- Zelln
- Zipfleck

Schnaitsee, Harpfing und Waldhausen sind hierbei die größeren Ortschaften.

## Geschichte
Der Name Schnaitsee bedeutet „Grenzsee“ und kommt wohl von der Lage des Dorfes zwischen den ehemaligen Grafschaften Kling und Trostberg. Laut anderen Quellen steht der Name für Schneid (= Wasserscheide), bezogen auf die Moorseen an der Wasserscheide unterhalb des Ortes.

### Antike
Ein Münzfund aus der römischen Kaiserzeit sowie der Grabstein eines Römers aus Juvavum (Salzburg) in der Kirche von Titlmoos zeugen von der Anwesenheit der Römer in der Gegend. Der Stein trägt die Inschrift „Et Lucius Virius Maximinianus, Decurio. Aedilis Curalis civitatis Juvavenis et Viria Moderata et sibi fecerunt.“

### Mittelalter
Schnaitsee wird erstmals 924 im „Codex Odalberti“ erwähnt. Im Jahr 950 war Schnaitsee (Sneideseo) Sitz eines Grafen Sighard, der verwandt mit den Karolingern war. Seit 1248 war das nahe gelegene Kling Sitz des größten Pfleggerichts im Herzogtum Bayern.

### Neuzeit
Im Dreißigjährigen Krieg konnten die Schweden 1632 von Westen bis an den Inn vorstoßen. Es folgte eine Welle an Flüchtlingen, die oft mit ihrem Hab und Gut einschließlich ihres Viehs auf das rechte Ufer des Flusses zogen. Obwohl Schnaitsee nicht vom Feind besetzt war, hatte die Bevölkerung dort zu leiden: Die Last der Versorgung der Flüchtlinge, hohe Steuern und Räubereien und Misshandlungen seitens der kaiserlichen und bayerischen Soldaten entluden sich 1634 in einem Aufstand, bei dem kleinere Reiterabteilungen überfallen und im Schloss Kling gefangene Bauern befreit wurden. Es versammelten sich etwa 1.500 Bauern aus den Gerichtsbezirken Kling und Kraiburg auf dem Achatzberg über Wasserburg, woraufhin letztendlich das Militär auf den Achatzberg geschickt wurde. Dabei wurden 170 Bauern gefangen genommen und drei davon als Rädelsführer hingerichtet.
Noch während des Krieges wütete in Schnaitsee zum ersten Mal die Pest. Zwischen 1635 und 1639 starben in der Pfarrei 293 Personen an dieser Krankheit, was damals etwa einem Drittel der Einwohner entsprach, danach erlosch die Pest vorerst wieder. Im Jahr 1649, bereits nach dem Ende des Krieges, entflammte die Epidemie erneut, bis 1650 starben in der Pfarrei Schnaitsee noch einmal 194 Personen. Dazu kam noch eine andere Plage, da über den Böhmerwald Scharen von Wölfen nach Bayern drangen. Man schloss sich zusammen, um die Tiere zu bekämpfen, so dass auch diese Gefahr bis 1650 behoben werden konnte.

### Gemeindegründung
Das Land- und Pfleggericht Kling wurde 1803/1808 aufgelöst und Schnaitsee dem Landgericht Trostberg zugeschlagen. Durch das bayerische Gemeindeedikt 1818 wurde die Gemeinde Schnaitsee gegründet. Seit 1862 ist Schnaitsee dem Bezirksamt Traunstein (ab 1939 Landratsamt) zugeordnet.

### Eingemeindungen
Bei der Gebietsreform wurde Schnaitsee am 1. Januar 1978 um das Gebiet der Gemeinden Kirchstätt und Waldhausen vergrößert.

### Einwohnerentwicklung
Zwischen 1988 und 2018 wuchs die Gemeinde von 3083 auf 3662 um 579 Einwohner bzw. um 18,8 %.

## Politik

### Bürgermeister und Gemeinderat
Thomas Schmidinger (CSU) ist seit 1. Mai 2014 Erster Bürgermeister und wurde am 15. März 2020 mit 87,5 % der Stimmen für weitere sechs Jahre gewählt.
Dem Gemeinderat der Amtszeit 2020 bis 2026 gehören aufgrund der Wahl vom März 2020 an:
- CSU: 8 Sitze (53,29 %)
- ÜWG: 6 Sitze (36,10 %)
- UI: 2 Sitze (10,61 %).

Die Wahlbeteiligung betrug 65,28 %.

### Wappen
|                         | Blasonierung: „Fünfmal geteilt von Rot und silbernem Wolkenfeh in Blau.“ |
| Wappenführung seit 1956 |                                                                          |

## Wirtschaft

### Arbeitsplätze und Landwirtschaft
2017 gab es in der Gemeinde 537 sozialversicherungspflichtige Arbeitsplätze. Von der Wohnbevölkerung standen 1493 Personen in einem versicherungspflichtigen Beschäftigungsverhältnis. Damit war die Zahl der Auspendler um 956 Personen größer als die der Einpendler. 45 Einwohner waren arbeitslos. 2016 gab es 123 landwirtschaftliche Betriebe.

### Bildung
2018 gab es
- drei Kindertageseinrichtungen mit 152 genehmigten Plätzen und 143 Kindern
- zwei Volksschulen mit zwölf Klassen und 226 Schülern.

## Kultur und Sehenswürdigkeiten

### Bauwerke
- Pfarrkirche Mariä Himmelfahrt
- 1431 von Konrad Pürkhel erbaute Marienkirche mit Doppelzwiebel in Schnaitsee
- Magdalenenkirche in Kirchstätt
- Kirche St. Martin in Waldhausen
- Fernmeldeturm Schnaitsee
- In Garting befinden sich die im Jahr 1995 als die ersten in Bayern errichteten Windenergieanlagen. Insgesamt befinden sich im Moment drei Windkraftanlagen im Gemeindegebiet, davon stehen zwei in Garting und die neueste in Edenhub.

### Natur
- Schnaitsee ermöglicht durch seine hohe Lage im oberbayerischen Voralpenland am Südhang bei gutem Wetter einen hervorragenden Panoramablick über das Voralpenland mit dem Chiemsee und die ostbayerische Alpenkette. Seit Sommer 2007 gibt es einen Aussichtsturm neben dem Fernsehturm in Garting.
- Der Weitsee, von den Einheimischen auch als Schnaitseer See bezeichnet, befindet sich südlich des Dorfes am Fuß des Hanges. Der fischreiche Weitsee ist der größte See der in einem Schutzgebiet gelegenen Schnaitseer Seenplatte, die aus mehreren Moorseen besteht (darunter, von West nach Ost, Allerdinger See, Kratzsee, Weitsee, Scheibelsee, Schillinger See), und dient als Badegelegenheit.

### Bodendenkmäler

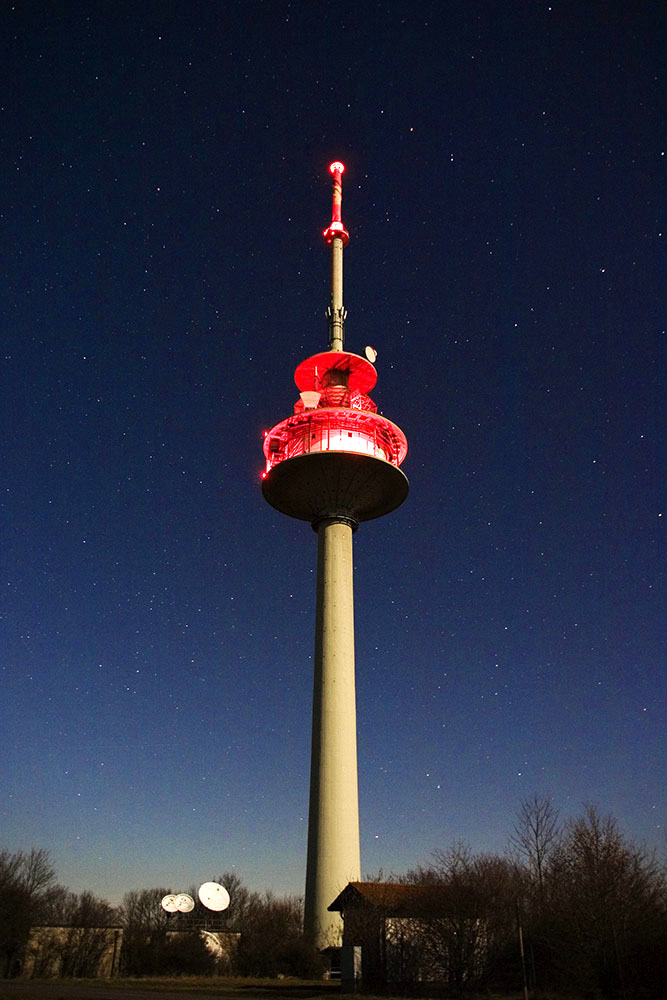
Fernmeldeturm Schnaitsee
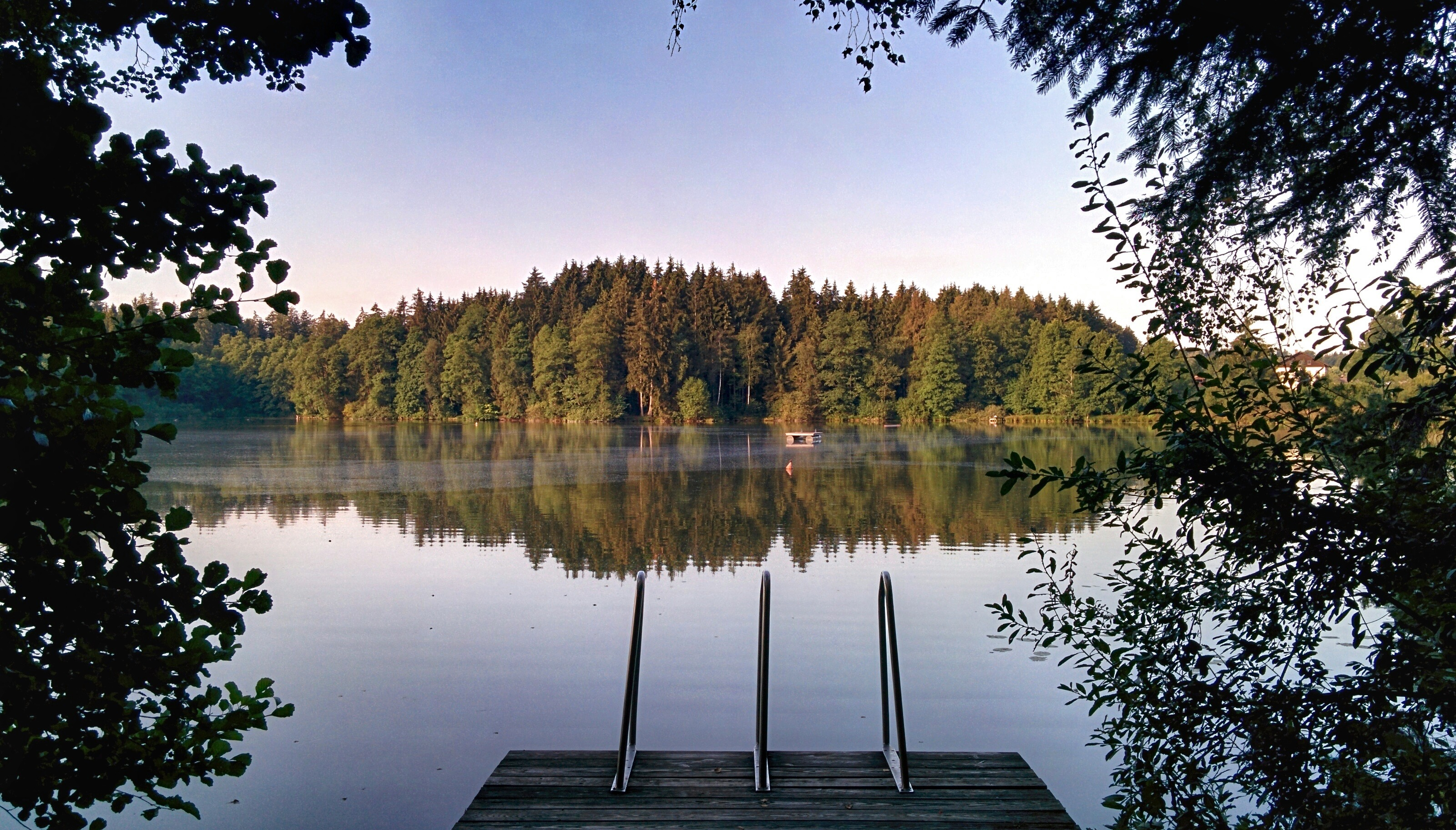
Der Weitsee im Herbst

## Persönlichkeiten

### Söhne und Töchter der Gemeinde
- Johann Göttsberger (1868–1958), römisch-katholischer Theologe
- Sebastian Diernreiter (1875–1956), Landwirt und Politiker (Zentrum, BVP)

### Mit der Gemeinde verbundene Persönlichkeiten
- Otto Steidle (1943–2004), Architekt und Hochschullehrer